# Gieten
Gieten ist ein Ort in der niederländischen Provinz Drenthe. Die ehemals selbstständige Gemeinde gehört seit dem Zusammenschluss mit Rolde, Gasselte und Anloo seit 1998 zur Gemeinde Aa en Hunze; deren Gemeindeverwaltung befindet sich in Gieten.
Bekannt ist Gieten für das jährlich stattfindende Cyclocrossrennen Veldrit Gieten.

## Politik
Bis zur Auflösung der Gemeinde ergab sich seit 1982 folgende Sitzverteilung im Gemeinderat:
| Partei                        | Sitze | Sitze | Sitze | Sitze |
| Partei                        | 1982  | 1986  | 1990  | 1994  |
| ----------------------------- | ----- | ----- | ----- | ----- |
| PvdA                          | 4     | 4     | 5     | 4     |
| Progressief Gemeente Gieten a | 1     | 1     | 5     | —     |
| Gemeentebelangen              | 1     | 2     | 2     | 3     |
| VVD                           | 3     | 3     | 3     | 3     |
| CDA                           | 2     | 1     | 1     | 1     |
| Lijst Brink                   | —     | —     | —     | 0     |
| Gesamt                        | 11    | 11    | 11    | 11    |

## Reformierte Kirche

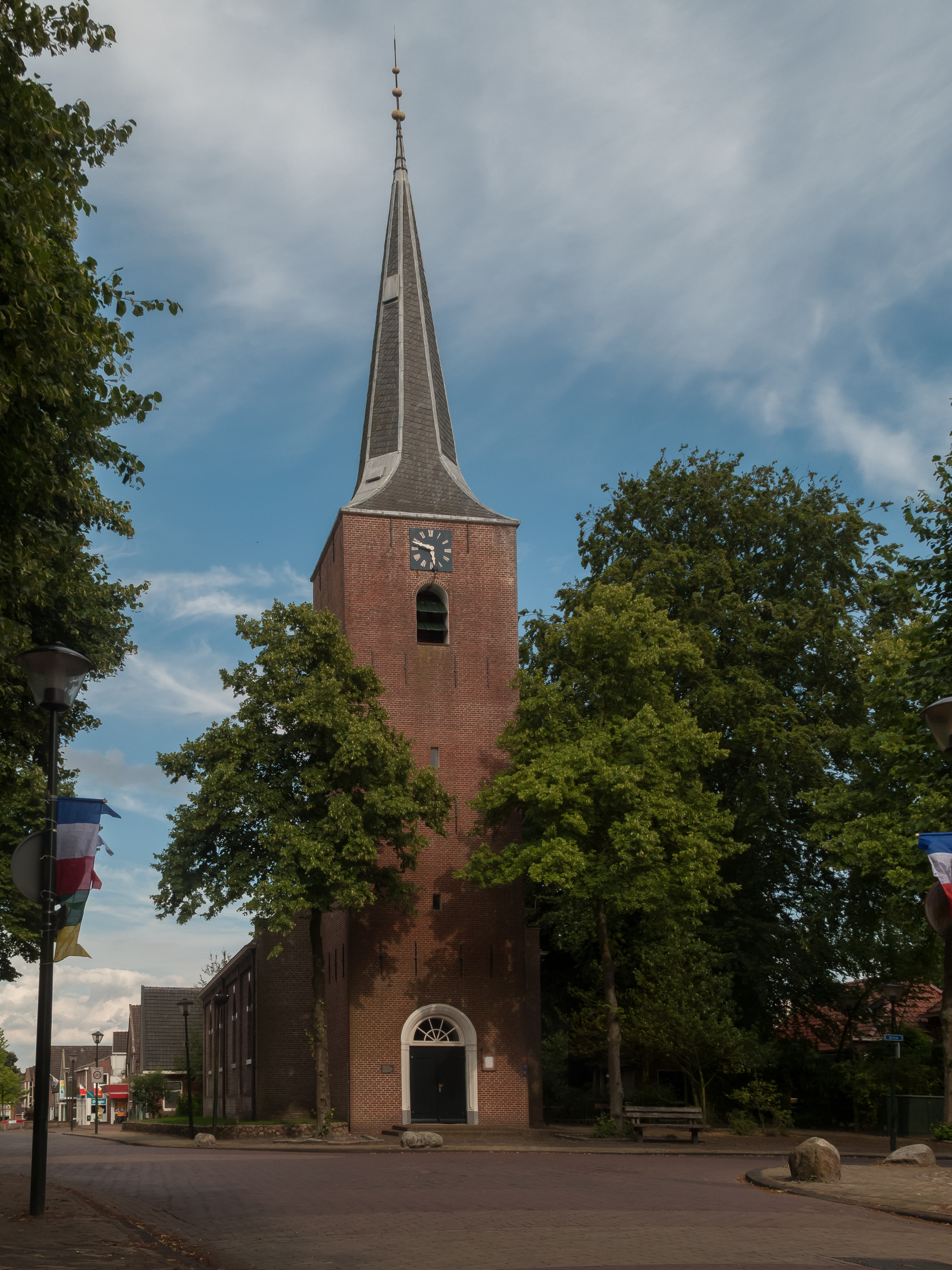
Gieten, reformierte Kirche

Die Sehenswürdigkeit des Ortes (in der Ortsmitte) ist die reformierte Kirche (Hervormde Kerk) aus dem 17. Jahrhundert. Der Turm wurde 1804 erhöht, das Kirchenschiff 1849 umgebaut. In der Ausstattung bemerkenswert sind das Taufbecken, die Kanzel aus dem 17. Jahrhundert, das aus Eichenholz geschnitzte Kirchengestühl aus dem 18. Jahrhundert, die von der Orgelbauerfamilie Lambertus van Dam und Söhne in Leeuwarden geschaffene Orgel von 1894 sowie zwei Glocken von 1520 und 1565.
Seit 1965 steht die Kirche als Rijksmonument unter Denkmalschutz.